# Juan Ignacio Nardoni
Juan Ignacio Martín Nardoni (Nelson, Provincia de Santa Fe, Argentina; 14 de julio de 2002) es un futbolista argentino. Juega como mediocampista central y su actual equipo es Racing de la Liga Profesional.

## Trayectoria

### Unión de Santa Fe
Oriundo de Nelson, Juan Ignacio Nardoni se inició futbolísticamente en los clubes Boca y Libertad de su ciudad natal, luego se trasladó a Santa Fe para sumarse a Corinthians Santa Fe y finalmente (tras superar una prueba) terminó recalando en Unión, donde comenzó a jugar en las categorías juveniles.
En 2019 empezó a entrenar con el plantel profesional y el 31 de agosto tuvo su debut oficial en la derrota de Unión 2-1 ante San Lorenzo de Almagro: ese día ingresó a los 27 del ST en reemplazo de Gastón Comas. Poco tiempo después firmó su primer contrato profesional.

### Racing
En enero del 2023 fue transferido a Racing en una cifra cercana a los U$S 6 millones. 

## Selección nacional
En 2017 fue convocado por el entrenador Diego Placente para trabajar con la Selección Sub-15 en el predio de Ezeiza.
En 2023 comenzó a entrenar con la Selección Sub-23 de cara al Torneo Preolímpico a disputarse al año siguiente en Venezuela. El 10 de enero de 2024 el entrenador Javier Mascherano lo confirmó en la lista de 23 jugadores.

## Estadísticas
- Actualizado al 19 de agosto de 2025

### Clubes
| Club                | Div.                | Temporada           | Liga | Liga | Copa Nacional | Copa Nacional | Copa Internacional | Copa Internacional | Total | Total |
| Club                | Div.                | Temporada           | PJ   | G    | PJ            | G             | PJ                 | G                  | PJ    | G     |
| ------------------- | ------------------- | ------------------- | ---- | ---- | ------------- | ------------- | ------------------ | ------------------ | ----- | ----- |
| Unión Argentina     | 1.ª                 | 2019/20             | 1    | 0    | 1             | 0             | 0                  | 0                  | 2     | 0     |
| Unión Argentina     | 1.ª                 | 2020                | -    | -    | 10            | 0             | 3                  | 0                  | 13    | 0     |
| Unión Argentina     | 1.ª                 | 2021                | 19   | 0    | 1             | 0             | -                  | -                  | 20    | 0     |
| Unión Argentina     | 1.ª                 | 2022                | 21   | 1    | 15            | 0             | 8                  | 0                  | 44    | 1     |
| Unión Argentina     | Total               | Total               | 41   | 1    | 27            | 0             | 11                 | 0                  | 79    | 1     |
| Racing Argentina    | 1.ª                 | 2023                | 26   | 1    | 15            | 0             | 7                  | 1                  | 48    | 2     |
| Racing Argentina    | 1.ª                 | 2024                | 22   | 1    | 5             | 0             | 9                  | 1                  | 36    | 2     |
| Racing Argentina    | 1.ª                 | 2025                | 18   | 1    | 3             | 0             | 8                  | 0                  | 29    | 1     |
| Racing Argentina    | Total               | Total               | 66   | 3    | 23            | 0             | 24                 | 2                  | 113   | 5     |
| Total en su carrera | Total en su carrera | Total en su carrera | 107  | 4    | 50            | 0             | 35                 | 2                  | 192   | 6     |

### Selección
| Selección                       | Año                 | Amistosos | Amistosos | Sudamérica(1) | Sudamérica(1) | Mundial | Mundial | Total | Total |
| Selección                       | Año                 | PJ        | G         | PJ            | G             | PJ      | G       | PJ    | G     |
| ------------------------------- | ------------------- | --------- | --------- | ------------- | ------------- | ------- | ------- | ----- | ----- |
| Sub-23 Argentina                |                     |           |           |               |               |         |         |       |       |
| 2024                            | -                   | -         | 6         | 0             | -             | -       | 6       | 0     |       |
| Total                           | -                   | -         | 6         | 0             | -             | -       | 6       | 0     |       |
| Total en su carrera             | Total en su carrera | -         | -         | 6             | 0             | -       | -       | 6     | 0     |
| (1) Incluye Torneo Preolímpico. |                     |           |           |               |               |         |         |       |       |

## Palmarés

### Campeonatos nacionales
| Título                  | Club   | País      | Año  |
| ----------------------- | ------ | --------- | ---- |
| Supercopa Internacional | Racing | Argentina | 2023 |

### Copas internacionales
| Título              | Club   | Sede           | Año  |
| ------------------- | ------ | -------------- | ---- |
| Copa Sudamericana   | Racing | Asunción       | 2024 |
| Recopa Sudamericana | Racing | Río de Janeiro | 2025 |

### Distinciones individuales
| Distinción                           | Año  |
| ------------------------------------ | ---- |
| Equipo Ideal de la Copa Sudamericana | 2024 |